# Nanotoxicologie
La nanotoxicologie est l'étude de la toxicité des nanomatériaux et des nanoparticules (de taille comprise entre 1 et 100 nanomètres ; 10−9 m), qu'elles soient ou non synthétisées par l'homme. Ces nano-objets peuvent généralement traverser les barrières naturelles que constituent la peau, des muqueuses, des poumons et de l'intestin. Et ils possèdent tous des propriétés uniques du fait de leur taille. Tous les matériaux se comportement très différemment aux échelles nanométriques, ainsi que dans le temps parfois ; leur taille et leur forme (ex. : nanocages, nanotubes…) influent sur leurs propriétés chimiques, optiques, physiques et / ou électriques et leur réactivité (ce qui implique une intensité et des vitesses de réactions chimiques souvent sans comparaison à ce qui se passe aux échelles micrométriques à métriques).
Les progrès de la nanotoxicologie et les moyens de laboratoire et de terrain (moyens informatiques et analytiques notamment) permettent depuis peu d’espérer pouvoir mieux évaluer et comprendre le cycle et les effets de chaque type de nanoparticules et nanomatériaux, au sein du système terrestre et pour la santé, à différentes échelles géographiques, et biogéographique, et à court, moyen et long terme. Cette compréhension est essentielle pour comprendre leurs effets (positifs, neutres ou négatifs) et atténuer leurs impacts négatifs sanitaires et environnementaux (impacts qui ne sont étudiés que depuis la fin des années 1990).
La connaissance dans ce domaine se développe de façon exponentielle depuis la fin des années 1990, en particulier sur la base des travaux toxicologiques et épidémiologiques sur les particules ultrafines de dimension nanométrique, même si la création incessante de nouvelles nanoparticules au cours des dernières décennies soulève de nombreuses questions sanitaires et pose le problème des moyens accordés aux équipes de toxicologues.

## Objectifs
Les études nanotoxicologiques visent à :
- améliorer les évaluations de risques et les analyses de cycle de vie (ACV) qui sont très difficiles à réaliser pour les produits intégrant des nanomatériaux, mais déjà sur le marché (ex. : textile intégrant du nano-argent) ;
- améliorer la gestion du risque, notamment par la production d'outils, de règlementations et de guides de bonnes pratiques ;
- déterminer si les nanomatériaux (ou certains d'entre eux) peuvent — et dans quelle mesure — constituer une menace pour l'environnement et pour les êtres humains, à court, moyen ou long terme.

## Domaines d'étude
Des nanoparticules existent dans l'univers depuis le big bang au moins. Il en existe sur terre depuis sa formation (4,54 milliards d'années). Mais depuis la révolution industrielle principalement, les activités humaines modifient leur nature, leurs quantités, leurs localisations, leur cycle et leurs interactions avec les systèmes naturels. La nanotoxicologie s'intéresse à leurs effets négatifs et aux moyens de les atténuer ou de s'en protéger.
Tous les nanomatériaux sont concernés, avec des risques variant selon la taille du produit ou du mélange étudié (…et selon la quantité, la structure, la surface spécifique et réactivité de surface, la toxicité chimique, une éventuelle radioactivité, les capacités d'agrégation, la réactivité, son comportement dans l'eau ou l'air, la présence éventuelle d'un surfactant ou d'un solvant, etc.).
En 2019, une étude a fait le point sur les sources et impacts connus de trois types de nanomatériaux :
1. Les nanoparticules naturelles (non directement issues d’actions humaines)[1] ;
2. Les nanomatériaux accessoires. Ce sont ceux qui sont involontairement produits lors d'activités humaines. Après les nanoparticules émises par le feu, les incendies d’origine humaine, l’agriculture et la production de charbon de bois, viennent — depuis la révolution industrielle — les activités minières, les carrières et la combustion du charbon puis du pétrole et de ses dérivés (carburants de véhicules notamment). Dans certaines régions du monde, ces nanoparticules « accessoires » rivalisent quantitativement avec les flux de nanomatériaux naturels ou les dépassent[1] ;
3. Les nanomatériaux manufacturés. Ils ne sont produits que plus récemment (50 ans environ). volontairement créés ou modifiés pour des applications industrielles, médicales, biocides ou autres, ils ne sont émis dans l’environnement qu’en très petite quantité (comparativement aux deux autres types de nanomatériaux) mais ces quantités suffisent à les rendre préoccupants, étant donné leurs propriétés (« car tous les nanomatériaux, quelle que soit leur origine, possèdent des propriétés chimiques et physiques distinctes dans toute la gamme de tailles, les différenciant clairement de leurs équivalents macroscopiques et nécessitant une étude minutieuse »)[1].

## Voies de pénétration dans les organismes
Trois voies d'entrée sont aujourd'hui approchées, in vivo et surtout in vitro :
1. L'inhalation (« Dans la majorité des situations rencontrées en milieu de travail, l’absorption pulmonaire potentielle serait au moins un ordre de grandeur plus importante que l’absorption cutanée[4] ») ;
2. L'ingestion (qui implique d'aussi étudier les interactions de nanoparticules avec le microbiote) ;
3. Le passage percutané (ou transcutané) après une mise en contact avec la peau.

Quand il étudie les flux de transfert et métaboliques, le toxicologue doit aussi appréhender les interactions synergiques éventuelles avec d'autres nanoparticules (Cf. effet cocktail) l'eau, des solvants, l'air, les microbes, qui peuvent modifier et éventuellement exacerber les phénomènes de bioaccumulation, bioturbation, etc.

## Spécificité
En raison de la petite taille (100 000 fois plus petit qu'une cellule humaine moyenne, 10 000 fois plus petit qu'une bactérie de taille moyenne, 150 fois plus petit qu'un virus, et pouvant interagir avec l'ADN car au moins deux fois plus petit que le diamètre d'une double hélice d'ADN) et de la grande surface fonctionnelle des nanomatériaux, ceux-ci ont des propriétés uniques par rapport à leurs homologues de plus grande taille. Même s'ils sont réalisés à partir d'éléments réputés inertes comme l'or ou le platine, ils deviennent très actifs à l'échelle nanométrique. Certains de ces matériaux se comportent comme des gaz et passent très facilement au travers des muqueuses et de la peau et de toutes les barrières (y compris méninges protégeant le cerveau, et placenta).
Les nanotechnologies posent donc des problèmes nouveaux à la toxicologie et à l'écotoxicologie et au domaine de la sécurité alimentaire et sanitaire (les promoteurs des nanomatériaux annoncent des aliments plus beaux, plus frais, plus sains, plus fonctionnels ou des alicaments, éventuellement vendus dans des emballages qui pourraient être « améliorés » par des nanoadditifs. Une insuffisante perception des risques par le personnel qui utilise des nanomatériaux, parfois sans le savoir peut aussi être un facteur de danger et d'aggravation des risques.
Par conséquent, le principe de précaution devrait conduire tout développement des nanomatériaux dans l’alimentation ainsi que toute élaboration d’une quelconque règlementation. Le droit suisse recommande d’incorporer explicitement le principe de précaution dans le domaine des denrées alimentaires.

### Difficultés spécifiques
La toxicologie des nanoproduits est confrontée à plusieurs difficultés. En particulier, elle doit travailler :
- sur des matériaux aux formes variées (à 2 ou 3 dimensions), ces formes induisant des propriétés variées (ex. : nanotube de carbone, fullerène, points quantiques (aux propriétés optiques et électroniques très particulières) et des polymères nanométriques tels que les dendrimères et composites divers). Certains nanoproduits sont chimiquement et thermiquement bien plus stables et résistants que leurs homologues micrométriques, meilleur conducteurs thermiques, ou dopant leurs capacités d’absorption moléculaire ou développant des propriétés métalliques ou semi-conductrices particulières, variant selon leurs modes de synthèse. Par exemple, des nanotubes de carbone peuvent être « plus de 60 fois plus résistants que l’acier tout en étant six fois plus légers[4] » ;
- dans l'urgence, car en 2007 dans le monde étaient déjà répertoriées plus de 500 produits nanotechnologiques commercialisés (pour un marché de 88 milliards de dollars supposé devant presque doubler en 2008)[4] ;
- dans un domaine où les connaissances sur les risques pour la santé et pour la sécurité sont rares et très lacunaires ;
- avec des technologies émergentes (par exemple la microscopie optique est inefficace à ces échelles) et des moyens de mesures qualitatives et quantitatives rares, coûteux. En 2009, aucun matériel ne peut à la fois mesurer le nombre de particules, leur surface spécifique, leur distribution granulométrique, et leur masse NP, ce qui serait nécessaire pour déterminer, si possible en temps réel, l’exposition réelle aux NP synthétisées ;
- avec des experts qui sont souvent, comme dans le domaine émergent des OGM, juges et partie ;
- en l'absence de réglementation spécifique (pas ou peu de normes, de seuils, de protocoles légaux d'évaluation, etc. ;
- dans un secteur très concurrentiel où les brevets et secrets de fabrication, la confidentialité des usages ou recherches militaires freinent la recherche, l'échange de données et de bonnes pratiques, ce qui pose aussi des questions d'éthique environnementale ;
- avec des questions tout à fait nouvelles (par exemple sur l'impact de nano-objets conçus pour se déplacer ou comme nanomoteur, considérés jusque dans les années 1990 comme relevant de la science-fiction).

## Facteurs de toxicité
Selon les études et données disponibles, de nombreux paramètres expliquent la toxicité des nanoparticules.
Ceux qui sont souvent cités ou ont été le mieux étudiés sont :
- nature (organique ou inorganique) ;
- composition chimique ou biochimique ;
- degré de pureté/impuretés ;
- phase (vapeur, liquide, aérosol, gel, colloïde…) ;
- surface spécifique (cofacteur de réactivité directe ou capacité catalytique) ;
- réactivité ;
- taille des particules ;
- toxicité chimique ;
- nombre de particules (inhalables ou pouvant pénétrer l'organisme) ;
- distribution granulométrique des particules ;
- concentration dans le milieu ;
- propriétés de surface ;
- Charge/potentiel zêta (influe sur la réactivité, +/- selon le milieu) ;
- groupements fonctionnels ;
- présence de métaux ;
- potentiel Redox ;
- capacité à générer des radicaux libres (+/-selon le milieu) ;
- recouvrement de surface (tendance à l'agrégation ou non, qui varie selon le milieu) ;
- solubilité ;
- forme (sphère, cube, tube, aiguille, Coquille, croix, harpon, etc.) ;
- porosité ;
- durée de vie (en milieu abiotiques, et biopersistance) ;
- structure cristalline ;
- hydrophilicité ;
- hydrophobicité ;
- organe cible ;
- lieu de déposition pulmonaire ;
- âge des particules ;
- éventuelles propriétés synergiques (+/- selon contexte) ;
- producteur et condition de production ;
- procédé de production ;
- etc.

## Travail collaboratif d'information et d'évaluation
Des plates-formes de partage d'information ont été créées, avec les producteurs ou des agences gouvernementales. L'Europe soutient des programmes de recherche divers. Un début de travail collaboratif est amorcé avec l'utilisation de wiki, en anglais.
Certains auteurs proposent d'utiliser les méthodes de control banding (qui utilise une matrice fonction de la sévérité et de la probabilité/vraisemblance du risque) pour évaluer quantitativement les risques des NP, malgré l'importance des incertitudes.

## Conditions
Pour évaluer les risques et dangers, la nanotoxicologie nécessite d'avoir accès à des informations aujourd'hui lacunaires, dont :
- caractérisation des émissions de NP (évaluations quantitatives et qualitatives) ;
- données sur la cinétique de ces produits dans les milieux et organismes ;
- cadastres d'émissions ;
- exposition des personnes (travailleurs notamment, et enfants qui pourraient y être plus vulnérables) aux aérosols, par classes de fraction granulométrique ;
- etc.

## Exposition humaine
L'homme et d'autres espèces vivantes sont notamment exposés à des nanoparticules ayant comme source des phénomènes d'usure mécanique (freins et pneus par exemple), et de combustion (incinération, pots d'échappement y compris pots catalytiques, centrales thermiques, certaines productions industrielles…).

### Combustions de carburants et autres combustibles
En particulier, des particules ultrafines associées « à une hausse de la mortalité due à leur dépôt dans les poumons, cerveau et système circulatoire » sont produites par la combustion du bois ou autres combustibles et carburants (fioul, essence, moteurs Diesel), etc. et même du gaz naturel ; Si ce dernier ne produit pas de suies de 10 et 100 nm, une étude un brûleur de chauffe-eau au gaz ou de gazinière produit des particules de 1 à 10 nanomètres (nm) de diamètre. Dans une chaudière à condensation leur taux est bas (0,1 milligramme par normo mètre cube ou mg/Nm3) à la suite de leur oxydation optimisée dans la zone de la flamme, mais un brûleur de gazinière engendre des taux particulaires bien plus élevés (5 mg/Nm3) ainsi d'ailleurs qu'une «quantité significative» d’hydrocarbures aromatiques polycycliques qui pourraient peut-être interagir avec ces nanoparticules.

### Médicaments
Des usages médicaux déjà prévus ou testés, permettant par exemple de créer des nanotransporteurs de molécules vers le cerveau pourraient aussi être porteurs de risques ou dangers nouveaux.

### Cosmétique

#### Filtres solaires à base de dioxyde de titane[12]
Sous forme nanoparticulaire, le dioxyde de titane ne semble pénétrer que les couches supérieures de la peau, quand elle est saine. En revanche, à titre de précaution, il est déconseillé de les utiliser sur de la peau ayant subi des coups de soleil, et plus généralement sur de la peau lésée.
Ce sont des nanoparticules enrobées et de ce fait, elles ne semblent pas être génotoxiques. Elles montrent malgré tout une toxicité pulmonaire, chez les rats. Par précaution, il est donc déconseillé de les utiliser en spray sur le visage ou dans des locaux fermés.